# Arterija zatiljka
Arterija zatiljka (lat. arteria occipitalis)  je grana vanjske arterije glave (lat. arteria carotis externa) koja oksigeniranom krvlju opskrbljuje zatiljak, prsnoključnosisasti mišić (lat.  musculus sternocleidomasotideus), te dijelove mišića leđa i vrata.
Arterija zatiljka polazi sa stražnje strane karotide i završava brojnim sitnim ograncima na verteksu lubanje koji anastomoziraju sa stražnjom arterijom uške (lat. arteria auricularis posterior) i površnom sljepoočnom arterijom (lat. arteria temporalis superficialis).
Arterija zatiljka u svom tijeku daje sljedeće pobočne grane:
- lat. rami sternocleidomastoidei
- lat. ramus auricularis
- lat. ramus meningeus
- lat. ramus descendens